# Point-to-Point Protocol
Point-to-Point Protocol (PPP), protokół połączenia punkt-punkt, – protokół komunikacyjny warstwy łącza danych używany przy bezpośrednich połączeniach pomiędzy dwoma węzłami sieci. PPP może być również skonfigurowany na interfejsie szeregowym asynchronicznym i synchronicznym. Służy również do prostego zestawiania tuneli. PPP jest stosowany w technologii WAN. Z protokołem tym wiąże się uwierzytelnianie PAP lub CHAP.
Zazwyczaj występuje w dwóch odmianach: PPPoE oraz PPPoA w zależności od zastosowanego kapsułkowania.
PPP tworzy dwie podwarstwy w warstwie łącza danych w modelu OSI: Link Control Protocol i Network Control Protocol. Do pierwszej podwarstwy można zaliczyć autoryzację, a druga odpowiada za komunikację z warstwą sieciową.

## Rozszerzona detekcja błędów
PPP wykorzystuje pola Frame Check Sequence (FCS), aby wykryć błędy powstałe w ramkach podczas transmisji. Gdy liczba nieprawidłowych przekazów nadmiernie wzrośnie, łącze może ulec zerwaniu.

## Dodatkowe opcje PPP
Protokół sterowania łączem (ang. link control protocol, LCP) jest integralną częścią PPP zdefiniowaną w RFC i zawiera wykrywanie zapętlonych połączeń. Opiera się to na wykorzystywaniu liczby magicznej (ang. magic number). Każdy z uczestników komunikacji wysyła komunikaty LCP zawierające różniące się liczby. Jeżeli pojawi się połączenie zapętlone, to odbiornik dostanie wysłaną przez siebie wartość. W ten sposób może to wykryć. Częścią specyfikacji PPP jest również protokół Internet Protocol Control Protocol (IPCP), który pozwala na automatyczne określenie adresów IP lokalnego komputera oraz zdalnej maszyny. Dodatkowo często wykorzystuje się DHCP do przekazywania adresu IP serwera DNS.

## Format ramek PPP
| Nazwa    | Ilość bajtów   | Opis                              |
| -------- | -------------- | --------------------------------- |
| Flaga    | 1              | oznacza początek lub koniec ramki |
| Adres    | 1              | adres rozgłoszeniowy              |
| Kontrola | 1              | bajt kontrolny                    |
| Protokół | 2              | określa protokół w polu danych    |
| Dane     | zmienna (od 0) | zawiera datagram                  |
| FCS      | 2 (rzadziej 4) | suma kontrolna, kontrola błędów   |

## RFC
Protokół PPP został opisany przez IETF w specyfikacji RFC 1661 ↓.
RFC 1994 ↓ opisuje protokół Challenge Handshake Authentication Protocol (CHAP) stosowany przez dostawców Internetu w połączeniach wdzwanianych.
RFC 2516 ↓ definiuje PPPoE, czyli wersję PPP, gdzie połączenie między modemem DSL lub ADSL i komputerem jest realizowane poprzez Ethernet.

## Implementacje PPP
W Linuksie i innych Uniksach obsługa protokołu PPP jest możliwa dzięki demonowi pppd.